# Fontaines-obélisques

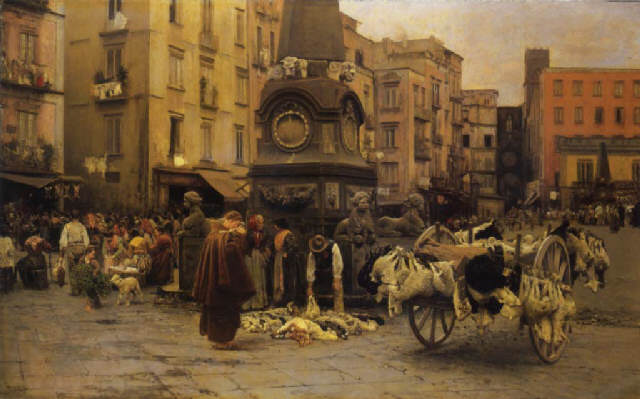
Les fontaines dans un tableau impressionniste de Vincenzo Caprile

Les fontaines-obélisques, également connus sous le nom de Fontane del Seguro, sont situées sur la Piazza del Mercato à Naples. 

## Description
Ces fontaines du XVIIIe siècle ont été construites en obélisques par Francesco Sicuro, qui a pu garantir que ces monuments avaient une double utilité: à la fois purement décoratives et comme abreuvoirs pour les animaux qui transportaient les marchandises. 
Les fontaines, l'une à l'est et l'autre, parallèle à la première, à l'ouest, ont une nette influence égyptienne. Elles sont formées par des obélisques pyramidaux reposant sur une base épaisse ornée de guirlandes; à mi-hauteur, il y a quatre têtes de lion, puis des fleurs et des festons.  Les quatre sphinx encadrent la base de la fontaine. 
En 2016, les fontaines, qui étaient gravement dégradées, ont fait l'objet d'une opération de restauration. 